# 岩手県道109号石鳥谷花巻温泉線
岩手県道109号石鳥谷花巻温泉線（いわてけんどう109ごう いしどりやはなまきおんせんせん）は、岩手県花巻市を通る一般県道である。

## 概要
石鳥谷駅南東の北上川右岸、花巻市石鳥谷町八幡・岩手県道265号中寺林犬淵線交点から西へ路線が始まる。すぐに東北本線を高架橋で越えて、花巻市石鳥谷町好地で国道4号石鳥谷バイパスと立体交差し、南西方向へ進路を変える。花巻市糠塚で東北自動車道と立体交差し、終点の花巻市湯本に至る。
なお、国道4号石鳥谷バイパスとは直接接続はしないが、立体交差の手前で市道を経由して石鳥谷交差点で接続する。

### 路線データ
- 実延長 : 7,923.8 m[1]
- 起点：花巻市石鳥谷町[1]（岩手県道265号中寺林犬淵線交点）
- 終点：花巻市花巻温泉[1]（岩手県道37号花巻平泉線・岩手県道286号東和花巻温泉線交点）

## 歴史
- 1959年（昭和34年）3月31日 - 県道に認定される[2]。

## 地理

### 交差する道路
- 岩手県道265号中寺林犬淵線（花巻市石鳥谷町八幡第4地割、起点）
- 市道経由国道4号石鳥谷バイパス（花巻市石鳥谷町好地第6地割・石鳥谷交差点）
- 岩手県道285号盛岡石鳥谷線（花巻市石鳥谷町北寺林第3地割）北緯39度28分53.2秒 東経141度7分24.9秒
- 岩手県道13号盛岡和賀線（花巻市北湯口第11地割）北緯39度27分37.2秒 東経141度6分4.5秒
- 岩手県道37号花巻平泉線・岩手県道286号東和花巻温泉線（花巻市湯本第4地割、終点）

### 沿線の施設
- JR東日本 東北本線 石鳥谷駅（起点付近の市道を北へ300 m）
- 花巻市立湯本中学校